# 沙窝镇 (东明县)
沙窝乡，是中华人民共和国山東省菏泽市东明县下辖的一个乡镇级行政单位。

## 行政区划
沙窝乡下辖以下地区：
沙窝村、朱刘口村、冯口村、杨桥村、高墙村、柳里村、土地张村、南霍寨村、郭寨村、齐王集村、李连庄村、程庄村、段庄村、谢寨村、马军营村、唐庄村、尚庄村、李屯村、朱屯村、姜屯村、张寨村、八里寺村、北霍寨村、王寨村、杨寨村、蔡寨村、东堡城村、西堡城村和马集村。